# Caorle
Caorle (más írásmóddal: Cáorle, IPA: [ˈkaː.orle]) az egyik legkedveltebb, festői üdülőhely az Adriai-tenger északi partvidékén, Olaszországban, Veneto tartományban. Lakosainak száma kb. 12000 fő (Caorlesi/Caorlotti), területe 150 km², a népsűrűség 75 fő/km².
„Kis Velence” néven is ismert. Jesolo és Bibione között fekszik. A romantikus óvárost szűk sikátorok és pasztellszínű középkori házak díszítik. A sétányt kísérő sziklasort kőfaragók munkái teszik szépségessé. A város jelképe a St. Stefano dómhoz tartozó, henger alakú, 48 méter magas harangtorony, mely messziről is látható. A látványosságok közé tartozik még a szombati piac. A környező lagúnavilág még szinte az érintetlen természet hangulatát kölcsönzi a városkának.
Finom homokos, sekélyvizű strandja különféle sportolási lehetőségekkel várja az odaérkező turistákat. Három strandja, partszakasza van: a központi strand, Porto Santa Margarita, azaz a kikötő és környéke és a Duna Verde strandja. E három összesen 15 km hosszúságot jelent.
Ernest Hemingway kedvenc olasz városa, ahol több regényén is dolgozott.

## Történelem
A település 2000 éves, halászok és juhászok alapították a Iulia Concordia (ma Concordia Sagittaria) légiós támaszpont közelségének köszönhetően. Az 5. században Caorle volt Észak-Itália egyik legnagyobb városa, az egyik legfontosabb kereskedelmi központja és kikötője. Az éghajlatváltozás következtében lakosainak nagy része Velencébe költözött át. A falut a velenceiek soha nem támadták meg, vagy foglalták el erőszakosan.
A város a 9. századtól 1818-ig érseki központ, melyet ekkor Velencével egyesítettek.

## Galéria

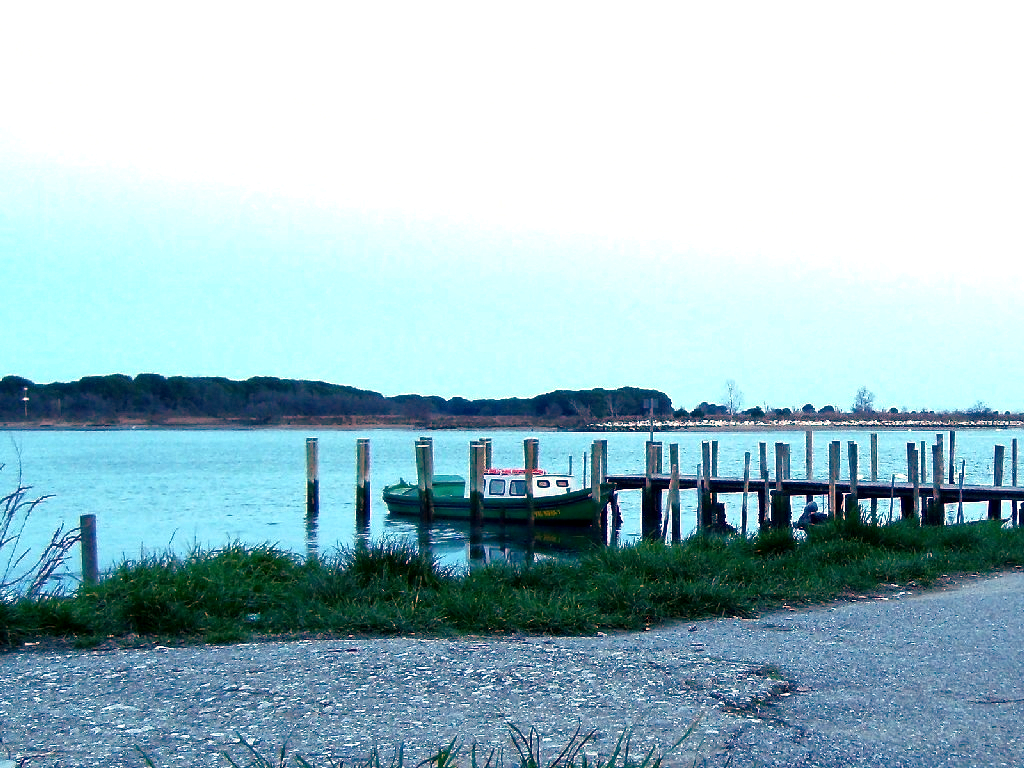
Caorle, lagúna
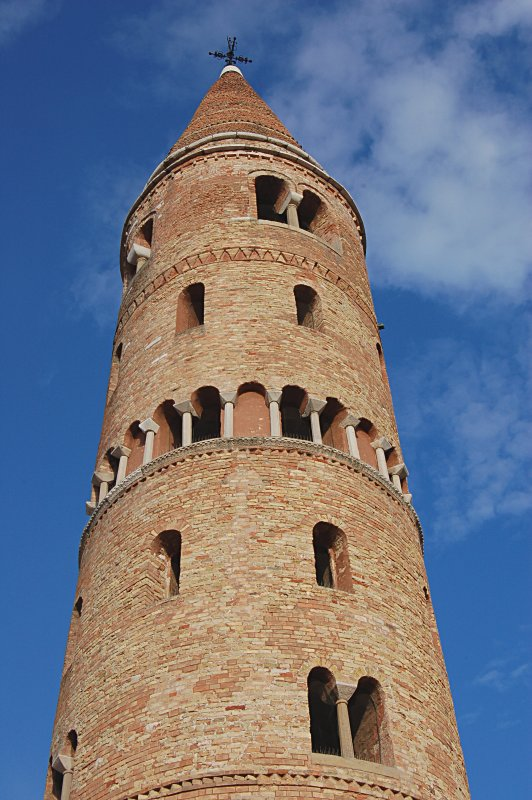
Caorle, Harangtorony
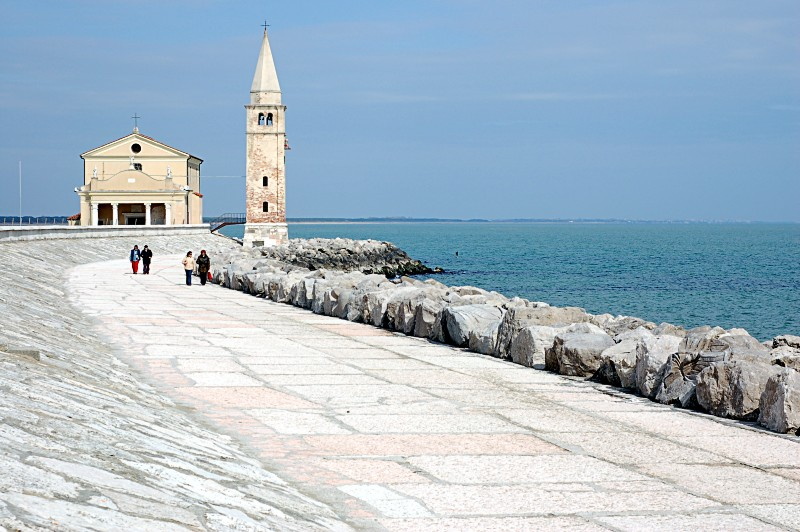
Caorle, kápolna a strand mellett